# Brasserie Verhaeghe
La Brasserie Verhaeghe est une brasserie artisanale implantée à Vichte en Belgique.
La brasserie à une histoire qui remonte au XIXe siècle. Globalement la brasserie se transmet de père en fils et est toujours restée artisanale. Son produit phare, la Duchesse de Bourgogne, est une bière de fermentation mixte. Ce type de fermentation est la spécialité de la brasserie dont les produits les plus typiques sont les vieilles brunes flamandes.
La brasserie fait partie de l'association brassicole Belgian Family Brewers.

## Bières

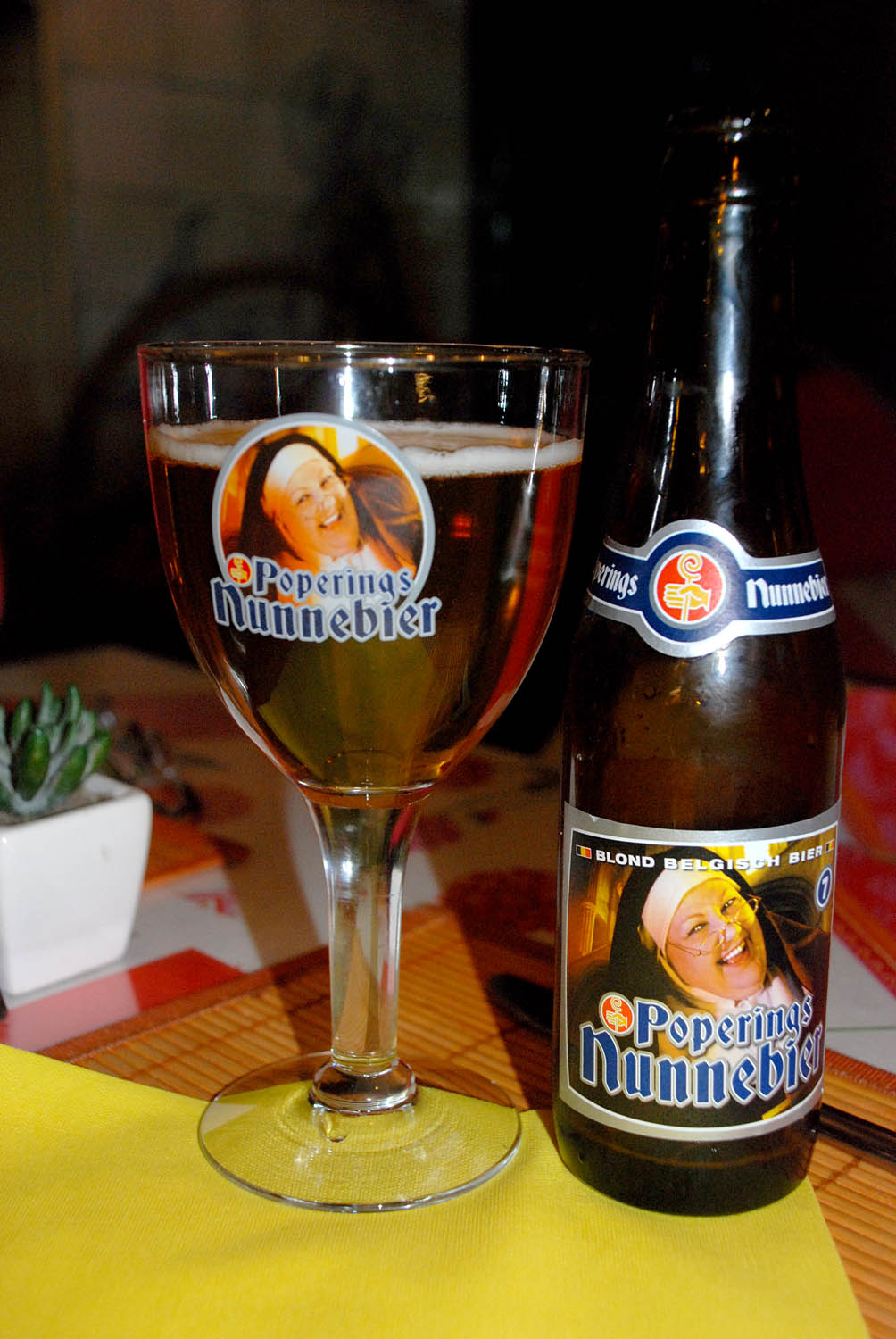
La Poperings Nunnebier

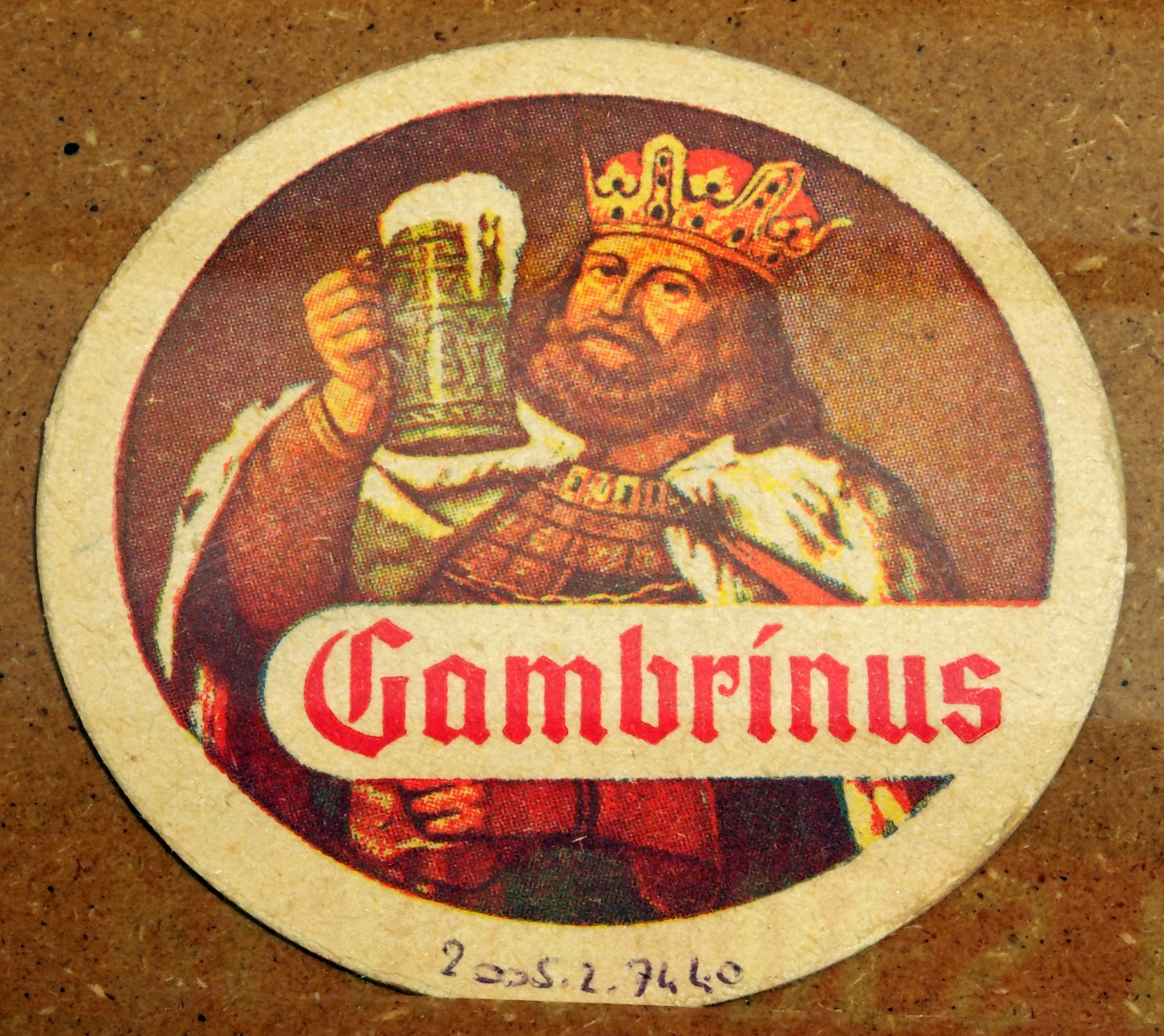
Sous-bock de Cambrinus.

Les principales bières produites par Verhaeghe sont :
- Barbe d'Or, blonde, 7,5 %
- Barbe Rouge, rouge, 8 %
- Barbe Ruby, ambrée, 8,5 %
- Barbe Noire, noire (stout),  9 %
- Cambrinus, ambrée, 5,1 %
- Christmas-Verhaeghe, blonde, 7,2 %
- Duchesse de Bourgogne, rouge, 6,2 %
- Echte kriek Verhaeghe, rouge, 6.8 %
- Poperings Nunnebier, blonde, 7,2 %
- Verhaeghe Pils, pils, 5,1 %
- Vichtenaar, rouge brune, 5,1 %

La brasserie produit aussi des bières à façon comme la Queue de Charrue brune commercialisée par la brasserie de distribution Vanuxeem de Ploegsteert.